# 프리텐더스
프리텐더스(The Pretenders)는 잉글랜드와 미국에서 활동한 록 밴드이다.